# Mestni promet Koper
Mestni promet Koper se izvaja na 11 avtobusnih linijah na območju mesta Koper in bližnje okolice.
Z linijami so povezane koprske mestne četrti s središčem mesta, avtobusno in železniško postajo (Potniški terminal) ter gospodarsko-obrtno cono Sermin vse dni v letu.

## Izvajalec
Mestna občina Koper je desetletno koncesijo za izvajanje javnega mestnega prometa podelila podjetju Arriva Dolenjska in Primorska.

## Vozovnice
Nakup vozovnic je mogoč le v predprodaji. Na voljo so vozovnice za eno vožnjo ter mesečne in letne vozovnice.

## Seznam linij mestnega prometa
| št.    | relacija | delavnik                                                      | sobota                    | nedelja in praznik        | trasa linije                           |
| ------ | --- | ------------------------------------------------------------- | ------------------------- | ------------------------- | -------------------------------------- |
| 1      | Avtobusna postaja–Olmo–Kampel Avtobusna postaja–Olmo–Partizanska                                                                | Z 5.25 - 22.20; P 5.20 - 22.10 Z 5.26 - 21.48; P 5.21 - 22.00 | 6.45 - 18.40 9.00 - 15.20 | 7.06 - 17.51 8.21 - 16.21 | 1 na OpenStreetMap                     |
| 2      | Avtobusna postaja–Tomšičeva–Semedela–Markovec–Bolnišnica                                                                        | Z 5.20 - 22.10; P 5.20 - 22.20                                | 5.20 - 22.20              | 8.15 - 22.30              | 2 na OpenStreetMap                     |
| 2A     | Avtobusna postaja–Tomšičeva–Markovec–Bolnišnica                                                                                 | Z 5.35 - 9.35 & 13.05 - 17.05; P 5.50 - 21.50                 | -                         | -                         | 2A na OpenStreetMap                    |
| 3      | Nad Dolinsko–Markovec–Bolnišnica                                                                                                | 6.00 - 20.20                                                  | 9.00 - 17.00              | 9.00 - 16.00              | 3 na OpenStreetMap                     |
| 4      | Šalara–Olmo–Tržnica–Žusterna | 6.35 - 18.56                                                  | 7.05 - 18.50              | 7.20 - 18.56              | WIP                                    |
| 5      | Trg Brolo–Žusterna–Markovec | 6.13 - 20.59                                                  | 7.30 - 20.15              | 7.30 - 20.15              | 5 na OpenStreetMap                     |
| 6      | Potniški terminal–Žusterna–Markovec–Žusterna–Potniški terminal                                                                  | 6.28 - 20.30                                                  | 8.20 - 18.50              | 8.20 - 18.50              | 6 na OpenStreetMap                     |
| 7 7S   | Potniški terminal–Trg Brolo–Kraljeva–Rozmanova–Potniški terminal Potniški terminal–Kraljeva–Rozmanova–Potniški terminal         | 6.10 - 20.30 -                                                | - 8.10 - 14.36            | - 8.10 - 14.36            | 7 na OpenStreetMap 7S na OpenStreetMap |
| 8 8S   | Potniški terminal–Trg Brolo–Prisoje–Mercator–Potniški terminal Potniški terminal–Prisoje–Mercator–Potniški terminal             | 6.25 - 21.00 -                                                | - 7.32 - 14.58            | - 8.32 - 14.58            | 8 na OpenStreetMap 8S na OpenStreetMap |
| 9 9S   | Avtobusna postaja–Potniški terminal–Avtobusna postaja Avtobusna postaja–Žusterna parkirišče–Potniški terminal–Avtobusna postaja | 6.20 - 18.30 -                                                | - 7.00 - 17.30            | - 7.00 - 17.30            | WIP                                    |
| 10 10S | Srmin GORC–Tržnica–Srmin GORC Avtobusna postaja–Srmin GORC–Potniški terminal–Avtobusna postaja                                  | 6.05: Sv. Ana V.n.–Srmin GORC, 6.20 - 22.10 -                 | - 7.30 - 19.10            | - 7.30 - 19.10            | WIP                                    |
| 11     | 1. krog: Cimos P&R–Potniški terminal–Cimos P&R 2. krog: Cimos P&R–Zeleni park–Žusterna parkirišče–Cimos P&R                     | 6.37 - 10.30 6.20: Tržnica–Cimos P&R, 8.50 - 20.50            | -                         | -                         | WIP                                    |

Legenda:
- Z - 1. september - 30. junij
- P - 1. julij - 31. avgust

## Avtobusi
- 7 × Mercedes-Benz Citaro C2 K
- 7 × Mercedes-Benz Sprinter City 65
- 4 × K-Bus Kutsenits City Bus Electro

## Zgodovina
Ukinjene linije
- 3 Koper – Kraljeva – Markovec
- 4 Markovec – Olmo – Mercator – Šalara
- 5S Čebelnjak – Trg Brolo – Žusterna – Markovec (nočna linija)